# Лорина Камбурова
Лорина Камбурова е българска театрална, филмова, озвучаваща актриса и певица, известна с роли в американски, български и руски филми, както и сериалите „Връзки“ и „Скъпи наследници“. Член е на вокалната група-дует Ross’N Lorina.

## Детство и семейство
Камбурова е родена на 25 октомври 1991 г. във Варна. Родителите ѝ се разделят, когато е малка. През 2003 г. майка ѝ умира вследствие на злокачествен рак на белите дробове. През същата година баба ѝ Елена поема изцяло отглеждането ѝ.
Има сестра Александра от втория брак на баща си, 12 години по-малка от нея. През 2016 г. баща ѝ също умира след инфаркт и инсулт, недочаквайки трансплантация на сърце. Камбурова е братовчедка на Алек Алексиев, а чичо ѝ Стоян Алексиев избира монолога за нейното кандидатстване в НАТФИЗ – Герда от „Ледената кралица“.

## Кариера

### Театрална кариера
За първи път в живота си се качва на театрална сцена в своя роден град Варна на 8 г.
През 2014 г. завършва актьорско майсторство за драматичен театър в НАТФИЗ в класа на професор Здравко Митков. С нея учат Наталия Цекова, Рая Пеева, Тодор Дърлянов, Михаил Сървански и други.
Участва в театралните постановки „Сън в лятна нощ“, „Парижката Света Богородица“, „Рейс“, „Повелителят на мухите“ и „Неестествен подбор“.

### Музикална кариера
17-годишната Камбурова участва в телевизионното реалити предаване Music Idol, стигайки до финала на трети сезон през 2009 г.
Вокалистка е в групата Ross’N Lorina заедно с Росен Пенчев. Участва с Мак Маринов в клипа на Стефан Вълдобрев към песента „Тази песен не е за любов“.

### Кариера на озвучаваща актриса
Камбурова се занимава активно с озвучаване на филми и сериали в нахсинхронните дублажи от 2014 г. до смъртта си. Взима участие в дублажите на студията „Александра Аудио“ и „Про Филмс“. Работила е с режисьорите на дублажи Петър Върбанов, Анатолий Божинов, Мариета Петрова, Живка Донева, Анна Тодорова и други. Една от първите ѝ роли е в анимационния филм „Пингвините от Мадагаскар“.

### В телевизията
От 2015 до 2016 г. Камбурова играе Лия в сериала на bTV „Връзки“.
В периода 2016 – 2017 г. се превъплъщава в персонажа на Ана в около 170 епизода на „Скъпи наследници“, който се излъчва през 2018 г.

### Във филмите
През 2012 г. участва в 2 от общо 78 серии на българо-турския сериал „Ездачи“, през 2017 г. е в: ролята на Зара в „Нощен свят“, ролята на Адриа в „Кристален ад“, ролята на Бети Хартман в „Тексаско клане: кожено лице“. През 2018 г. играе като Зоуи в „Деня на мъртъвците: кървава линия“ и в „Смъртоносна надпревара – 4: оттатък анархията“ – ролята на жената-нацист. През 2019 г. е в ролята на д-р Санди Петерсон в „Обреченост: анихилация“, а през 2020 г. – в ролята на (не)униформената полицайка Бояна в комедийно-фантастичния руски филм „Любовь и монстры“ („Любов и чудовища“). През 2021 г. е нейният дебют в голямото кино с главна роля във филма „Блаженият“. Неговата премиера е на 25-ото издание на София Филм Фест, а няколко дни по-късно е прожектиран в памет на Лорина.

## Смърт
На 27 май 2021 г. на 29 години Лорина Камбурова умира в съня си в болница в Москва, след като в същото болнично заведение ѝ е била поставена анестетична упойка. Постъпва в болницата след усложнения от двойна вирусна пневмония.
В интервю за bTV състудентката ѝ Рая Пеева разкрива, че Камбурова е страдала от проблеми с белите дробове и в бъдеще е очаквала извършване на белодробна трансплантация във Виена.
Алек Алексиев в интервю нарича московската болница, в която братовчедка му е била настанена, „отвратителна“ и намеква, че там се заразила повторно с Ковид.
На 6 юни 2021 г. от 12:30 ч. във варненската църква „Свети Николай Чудотворец“ е поклонението пред тленните ѝ останки. Погребана е в същия ден в своя роден град Варна.

## Филмография
- „Здравей, любов, довиждане“ (2011) – Лора
- „Връзки“ (2015) – Лия
- „Нощен свят“ (2017) – Зара
- „Ледърфейс“ (2017) – Бети
- Day of the Dead: Bloodline (2017) – Аби
- „Стъклен ад“ (2018) – Адрия
- „Скъпи наследници“ (2018) – Ана
- „Смъртоносна надпревара 4: Отвъд анархията“ (2018) – Нацистка
- „Поробени“ (2018) – Елена
- I Know What You Did (2019) – Рецепционистка
- Doom: Annihilation (2019) – Санди
- Aphelion (2019) – Елена
- „Блаженият“ (2020) – Екатерина
- „Любов и чудовища“ (2020) – Бояна
- „Като за последно“ (2021) – Камелия
- „Блаженият“ (2021) - Катя

## Роли в дублажа
Сериали
- „100 неща за правене преди гимназията“, 2016
- „Евър Афтър Хай“ – Кортли Джестър, 2014[1]
- „Кръстници вълшебници“ – Други гласове
- „Къщата на Шумникови“ – Луси Шумникова (след смъртта си е заместена от Лазара Златарева), 2016 – 2020
- „Невероятният свят на Гъмбол“ – Гъмбол Уотърсън (от четвърти до шести сезон)
- „Остров Пълна драма“ – Ема и Кити[1]
- „Островът на летния лагер“, 2018

Анимационни филми
- „Балерина“ – Фелиси (Ел Фанинг), 2017[13][14]
- „Две опашчици“, 2018[15]
- „Кунг-фу панда 3“ – Мей Мей (Кейт Хъдсън), 2016
- „Лодките“, 2019
- „Луис и извънземните“ – Други гласове, 2018
- „Пингвините от Мадагаскар“ – Други гласове, 2014
- „Пчеличката Мая: Игрите на меда“ – Сплиндър, 2018
- „Спайдър-Мен: В Спайди-вселената“ – Други гласове, 2018
- „Тролчета“ – Шенил, 2016

Игрални филми
- „Rogue One: История от Междузвездни войни“ – Други гласове, 2016
- „Междузвездни войни: Епизод VIII - Последните джедаи“ – Роуз Тико, 2017
- „Междузвездни войни: Епизод IX - Възходът на Скайуокър“ – Роуз Тико, 2019
- „Соло: История от Междузвездни войни“ – Други гласове, 2018

- Камбурова озвучава Мей Мей в „Кунг-фу панда 3“, озвучена в оригинал от Кейт Хъдсън.
- Озвучава Фелиси в „Балерина“, озвучена в оригинал от Ел Фанинг.